# Javon East
Javon Romario East (ur. 22 marca 1995 w Kingston) – jamajski piłkarz, reprezentant Jamajki oraz gracz kostarykańskiego Deportivo Saprissa.

## Kariera klubowa
Javon East jest wychowankiem Portmore United FC. Z klubem tym zdobył dwukrotnie mistrzostwo Jamajki (2017/2018, 2018/2019) oraz zdobył CFU Club Championship.
W 2019 roku dołączył do kostarykańskiej drużyny Santos de Guápiles, a w sierpniu 2020 roku trafił na wypożyczenie do innej drużyny z tego kraju AD San Carlos.

## Kariera reprezentacyjna
Javon East zadebiutował w narodowych barwach 30 stycznia 2018 roku w zremisowanym 2:2 wyjazdowym meczu z Koreą Południową. Na dzień 18 listopada 2020 roku jego bilans to 13 meczów i 2 gole.

## Bramki w reprezentacji
| Nr | Data              | Obiekt                                                  | Przeciwnik       | Bramka na | Rezultat | Zawody                          |
| -- | ----------------- | ------------------------------------------------------- | ---------------- | --------- | -------- | ------------------------------- |
| 1. | 19 listopada 2019 | Montego Bay Sports Complex, Montego Bay, Jamajka        | Gujana           | 1–1       | 1–1      | Liga Narodów CONCACAF 2019/2020 |
| 2. | 17 listopada 2020 | Prince Faisal bin Fahd Stadium, Rijad, Arabia Saudyjska | Arabia Saudyjska | 1–2       | 1–2      | Mecz towarzyski                 |